# Men in Exile
Men in Exile is een Amerikaanse misdaadfilm uit 1937 onder regie van John Farrow.

## Verhaal
Als de taxichauffeur Jimmy Carmody betrokken raakt bij een juwelenroof en een poging tot moord, moet hij vluchten naar een eiland in de Caraïben. Daar wordt hij benaderd door zijn vriend Rocky Crane, die wil dat hij deelneemt aan wapensmokkel en dat hij zich aansluit bij een beweging, die het militaire regime van kolonel Gomez wil omverwerpen. Jimmy weigert, maar door zijn nieuwe baantje in een hotel raakt hij toch almaar dieper verwikkeld in het complot.

## Rolverdeling
| Acteur           | Personage          |
| ---------------- | ------------------ |
| Dick Purcell     | Jimmy Carmody      |
| June Travis      | Sally Haines       |
| Victor Varconi   | Kolonel Gomez      |
| Olin Howland     | Jones              |
| Margaret Irving  | Moeder Haines      |
| Norman Willis    | Rocky Crane        |
| Veda Ann Borg    | Rita Crane         |
| Alan Baxter      | Danny Haines       |
| Carlos De Valdez | Generaal Alcatraz  |
| Alec Harford     | Limey              |
| John Alexander   | Ronald Witherspoon |
| Demetris Emanuel | Hulpje van Gomez   |